# GamePro
GamePro Media — прекратившая существование американская компания, публиковавшая статьи об индустрии компьютерных игр, компьютерных играх, игровых приставках (PlayStation, Xbox, Wii и проч.), компьютерах, мобильных устройствах (PSP, Nintendo DS, iPhone и проч.). GamePro Media владела журналом GamePro и сайтом www.gamepro.com. Затем компания прекратила выпуск журналов и некоторое время существовала как дочерняя компания International Data Group (IDG), которая занимается публикацией новостей о компьютерных технологиях и связанных событиях.
Журнал начал издаваться в 1989 году. Изначально в нём печатались статьи, новости, обзоры и рецензии видеоигр, аппаратного обеспечения и прочие сведения об игровой индустрии. Публикация происходила ежемесячно из штаб-квартиры в Сан-Франциско. В издании за февраль 2010 года появился новый раздел, посвящённый людям, связанным с играми, а также культуре игр; кроме того, у журнала сменился дизайн.
Сайт gamepro.com был запущен в 1998 году. Он обновлялся ежедневно, его контент составляли статьи, новости, обзоры, рецензии, скриншоты и видео, связанные с компьютерными играми, аппаратным обеспечением и игровой индустрией. Кроме того, на сайте был доступен форум и блоги. В январе 2010 года дизайн веб-сайта был обновлён, стали появляться статьи, связанные с культурой игр и примечательными людьми. Зимой 2011 года компания прекратила существование.

## GameStar
У сайта gamepro.com также есть родственный журнал GameStar, который фокусируется на компьютерных играх. Его штаб-квартира находится в непосредственной близости от двери офиса GameStar. Журналом GameStar владеет компания IDG (International Data Group), та же, что и журналом GamePro.